# یواس‌اس دولما (اس‌پی-۱۰۶۲)
یواس‌اس دولما (اس‌پی-۱۰۶۲) (به انگلیسی: USS Doloma (SP-1062)) یک کشتی بود که طول آن ۷۵ فوت (۲۳ متر) بود. این کشتی در سال ۱۹۰۷ ساخته شد.